# Asch-Schahīd ath-Thānī
Asch-Schahīd ath-Thānī (arabisch الشهيد الثاني, DMG aš-Šahīd aṯ-ṯānī ‚der zweite Märtyrer‘; eigentlich Zain ad-Dīn al-Dschubaʿī al-ʿĀmili / زين الدين بن علي الجبعي العاملي / Zayn ad-Dīn al-Ǧubaʿī al-ʿĀmili; geb. 9. März 1506 in Dschubaʿ; gest. um 1559) war ein zwölferschiitischer Rechtsgelehrter und Theologe. Er wurde in Dschabal ʿAmil (Südlicher Libanon) in eine schiitische Gelehrtenfamilie geboren. Ebenso wie sein Vater wurde er Ibn al-Huddscha (etwa: Quelle der Beweiskraft) genannt und studierte bei verschiedenen sunnitischen und schiitischen Gelehrten. Er unternahm Studienreisen nach Damaskus (1530), Ägypten (1535), Jerusalem (1541–1542) und Istanbul (1545), Mekka (1557) und anderen Orten. In der islamischen Schule Nūrīya in der Bekaa-Ebene unterrichtete er das schiitische Recht der Rechtsschule (Madhhab) der Dschafariten und das der vier Rechtsschulen der Sunniten. Er ist Verfasser zahlreicher Werke, wovon sein Kommentar zur al-Lumʿa ad-Dimaschqiyya / اللمعة الدمشقية / al-Lumʿa al-Dimašqīya / ‚Der Damaszener Glanz‘ von asch-Schahīd al-Awwal am bekanntesten ist.

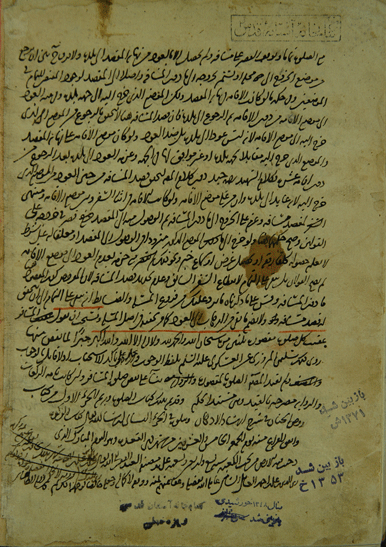
Manuskript des Schahid Thani

Verschiedene seiner Werke waren Bestandteil des Madrasa-Curriculums der Safawiden und stehen weiterhin auf dem Lehrplan.
Nach seinem gewaltsamen Tod wurde er von den schiitischen Gläubigen als Märtyrer verehrt. 
Das Buch Schuhada-e chamsa kay Halaat-e Zindagi (kurz: Biographien der Fünf Märtyrer) von Muhammad Husain Nadschafi (geb. 1932) zählt ihn zur Gruppe der Fünf Märtyrer (pers. شهدای پنجگانه) des Schia-Islams.

## Werke (Auswahl)
- Kommentar zur „al-Lumʿa ad-Dimaschqiyya “
- Kommentar zum „al-Chullasah“[5]